# The Great Radio Controversy
| Recensione    | Giudizio |
| ------------- | -------- |
| AllMusic      |          |
| Rolling Stone |          |

The Great Radio Controversy è il secondo album in studio del gruppo musicale statunitense Tesla, pubblicato il 1º febbraio 1989 dalla Geffen Records.

## Descrizione
Il titolo del disco fa riferimento alla polemica sorta circa la reale identità dell'invenzione della radio. Si presuppone che lo scienziato serbo Nikola Tesla (da cui la band prende il nome) sia il reale inventore della radio, mentre l'italiano Guglielmo Marconi si è preso l'intero credito della scoperta senza meriti concreti. La vicenda è raccontata nelle note interne dell'album.
Il successo fu trainato principalmente dalla power ballad Love Song che venne trasmessa a ruota su MTV e consacrò la fama della band.

## Tracce
1. Hang Tough – 4:22 (Jeff Keith, Frank Hannon, Brian Wheat, Tommy Skeoch)
2. Lady Luck – 3:45 (Keith, Hannon, Wheat, Skeoch)
3. Heaven's Trail (No Way Out) – 4:43 (Keith, Skeoch)
4. Be a Man – 4:29 (Keith, Hannon, Skeoch)
5. Lazy Days, Crazy Nights – 4:27 (Keith, Skeoch)
6. Did It for the Money – 4:27 (Keith, Hannon, Skeoch)
7. Yesterdaze Gone – 3:45 (Keith, Hannon)
8. Makin' Magic – 5:07 (Keith, Hannon, Wheat, Skeoch)
9. The Way it Is – 5:08 (Keith, Hannon, Skeoch, Troy Luccketta)
10. Flight to Nowhere – 4:47 (Keith, Hannon, Wheat, Skeoch)
11. Love Song – 5:25 (Keith, Hannon)
12. Paradise – 4:59 (Keith, Hannon, Wheat)
13. Party's Over – 4:20 (Keith, Hannon, Skeoch)

## Formazione
Gruppo
- Jeff Keith – voce
- Frank Hannon – chitarre, tastiere, cori
- Tommy Skeoch – chitarre, cori
- Brian Wheat – basso, pianoforte, cori
- Troy Luccketta – batteria

Produzione
- Steve Thompson – produzione
- Michael Barbiero – produzione, ingegneria del suono, missaggio
- George Cowan – ingegneria del suono (assistente)
- Vic Deyglio – ingegneria del suono (assistente)
- George Marino – mastering presso lo Sterling Sound di New York

## Classifiche

### Classifiche settimanali
| Classifica (1989/90) | Posizione massima |
| -------------------- | ----------------- |
| Canada               | 70                |
| Paesi Bassi          | 91                |
| Regno Unito          | 34                |
| Stati Uniti          | 18                |

### Classifiche di fine anno
| Classifica (1989) | Posizione |
| ----------------- | --------- |
| Stati Uniti       | 73        |
| Classifica (1990) | Posizione |
| Stati Uniti       | 70        |